# Stellingkast

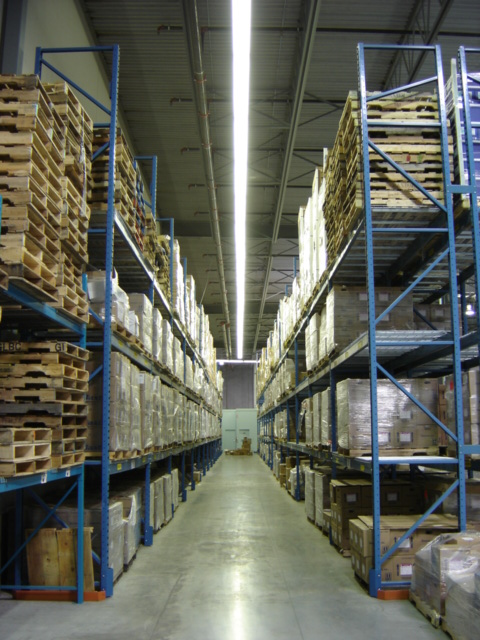
Normale stellingen gevuld met pallets

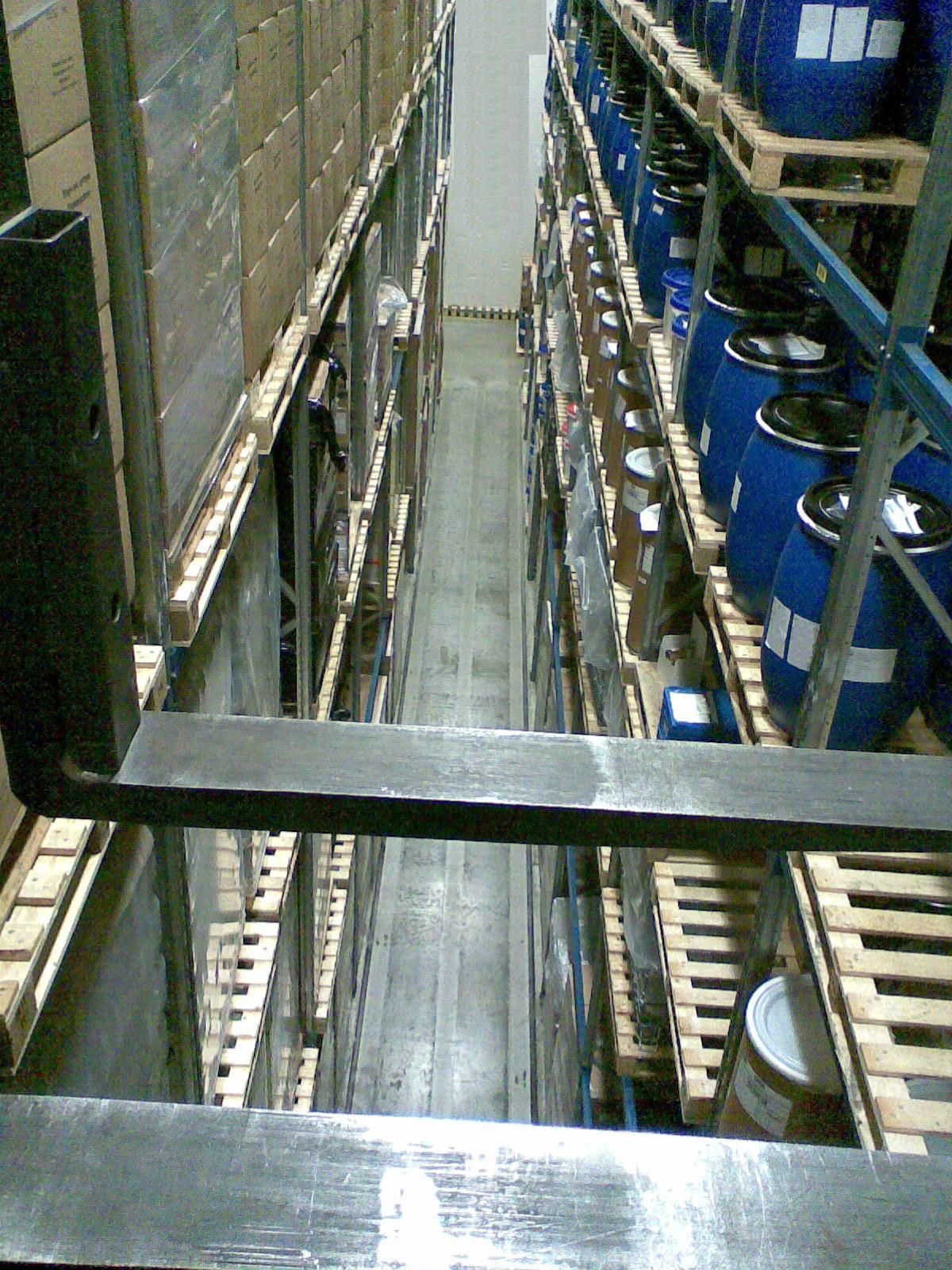
Very Narrow Aisle palletstellingen gezien vanuit een hoogbouwtruck

Een stellingkast, vaak magazijnstelling of kortweg stelling genoemd, is een systeem om goederen op te slaan die worden vervoerd en opgeslagen op pallets, in bundels of per stuk.

## Verschillende typen
Er bestaan vele soorten stellingen, ieder te gebruiken voor specifieke doeleinden of omdat ze bepaalde voordelen bieden in specifieke situaties. Het besluit welk type stellingkast men in een magazijn wil gebruiken, hangt af van een aantal factoren:
- Beschikbare vloeroppervlakte
- Aanwezigheid van een halkraan
- Hoogte van het gebouw
- Manier van in- en uitslag (bijvoorbeeld "per pallet" vs. "per los product")
- De roulatiesnelheid van de voorraad
- Maat en gewicht van de producten
- Kosten van materialen en installatie

Veelgebruikte stellingtypen zijn:
- Palletstellingen: Stellingen voor de opslag van goederen op pallets die met stellingbedienapparatuur (heftruck/reachtruck/palletkraan) geladen en gelost kunnen worden. Dit type wordt veruit het meest gebruikt. Bij gebruik van een reachtruck of heftruck spreekt men vaak over conventionele palletstellingen. Indien de stellingen bediend worden met een zogenaamde smallegangentruck dan worden de gangpaden tussen de palletstellingen smaller en spreek men van een smallegangenmagazijn of VNA (Very Narrow Aisle)
- Draagarmstellingen: Draagarmstellingen zijn stellingen die zijn opgebouwd uit een middenkolom waarin draagarmen zijn gemonteerd die de goederen dragen. Draagarmstellingen zijn bedoeld voor de opslag van langgoed
- Inrijstellingen: Type stelling waarbij op een compacte manier grote hoeveelheden uniforme gepalletiseerde goederen kunnen worden opgeslagen. Een variant op de inrijstelling is de doorrijstelling
- Doorrolstelling: De doorrolstelling bestaat uit een blok met palletstellingen waarin zwaartekrachtrollenbanen zijn aangebracht. De stelling wordt aan de entry-zijde gevuld met pallets. Deze rollen onder invloed van de zwaartekracht over de rollenbaan naar de andere zijde waar ze kunnen worden uitgenomen. De rollenbaan fungeert als palletbuffer. Een doorrolstelling dwingt automatisch FIFO af. Iedere rollenbaan in een doorrolstelling dient gelijke producten te bevatten
- Push-back-stellingen: Variant op de doorrolstelling waarbij de entry-zijde tevens de uitnamezijde is. De pallets worden over een zwaartekrachtrollenbaan (of op een zogenaamde trolley) naar achteren geduwd en rollen onder invloed van de zwaartekracht weer naar voren. Push-back stellingen zijn per definitie LiFo.
- Uitrolstellingen: lage stellingen met uitrolbare vakken welke met een halkraan geladen en gelost kunnen worden. Dit type wordt meestal gebruikt bij lange, zware producten.
- Schuifladenstellingen: lage stellingen met uittrekbare vakken welke met een halkraan geladen en gelost kunnen worden. Dit type wordt meestal gebruikt bij vlakke en zware producten.

## Palletstellingen
Opslag van pallets in stellingen gebeurt in horizontale rijen met meerdere verdiepingen. Hierdoor kan in magazijnen of andere logistieke situaties veel ruimte worden bespaard in vergelijking met het eenvoudigweg plaatsen van alle pallets op de grond. Doordat goederen kunnen worden opgeslagen tot een hoogte van circa 10 meter, bespaart een onderneming oppervlakte door het gebruik van een palletstelling. In een palletmagazijn wordt bovendien vaak gebruikgemaakt van het zogenaamde Very Narrow Aisle (VNA)-systeem, wat inhoudt dat de gangpaden tussen de stellingen smaller zijn dan gebruikelijk. Een combinatie van deze twee systemen kan kostenbesparend zijn in het geval van bijvoorbeeld een hoge grondprijs. Voor het kunnen opslaan van pallets in stellingen, wordt gebruikgemaakt van een logistiek vervoermiddel als een vorkheftruck, een reachtruck of een hoogbouwtruck.
Ook worden in sommige situaties stellingen omgebouwd tot schappen, waarop losse producten kunnen worden opgeslagen. Dit kan het geval zijn wanneer van een aantal producten de levering veelal per los product gebeurt in plaats van per hele pallet. Wanneer vervolgens bijvoorbeeld op een pallet zich nog slechts enkele producten bevinden, kunnen deze op een schap worden geplaatst waardoor weer (vaak kostbare) ruimte ontstaat voor het plaatsen van nieuwe pallets.

## Het arbeidsmiddel Palletstelling
Sinds 2008 moeten palletstellingen conform het ARBO besluit en de EN 15635 jaarlijks op veiligheid worden gecontroleerd. 
Veiligheid van arbeidsmiddelen (in dit geval stalen opslagsystemen) is geregeld in de
arbeidsomstandighedenwetgeving. De werkgever is volgens de Arbowet verplicht om “veilige arbeidsmiddelen” beschikbaar te stellen aan de werknemer. In de Arbowet staat echter niet vermeld wat de wetgever nu onder een “veilig” arbeidsmiddel verstaat. Het Arbobesluit, een uitwerking van de Arbowet, biedt hier een verdere uitleg.
Het Arbeidsomstandighedenbesluit wordt wat gedetailleerder. Het Arbobesluit artikel 7.4
“Deugdelijkheid arbeidsmiddelen en ongewilde gebeurtenissen” beschrijft dat een
arbeidsmiddel van een deugdelijke constructie is. Ook dat is nog lastig te interpreteren.
Artikel 7.2. spreekt over dat arbeidsmiddelen moeten voldoen aan op dat arbeidsmiddel van toepassing zijnde Warenwetbesluiten. Hoofdstuk 7 is gebaseerd op de Europese Richtlijn ”EN 15635 Stalen opslagsystemen – Gebruik en onderhoud van opslagapparatuur”.